# 오스만 2세

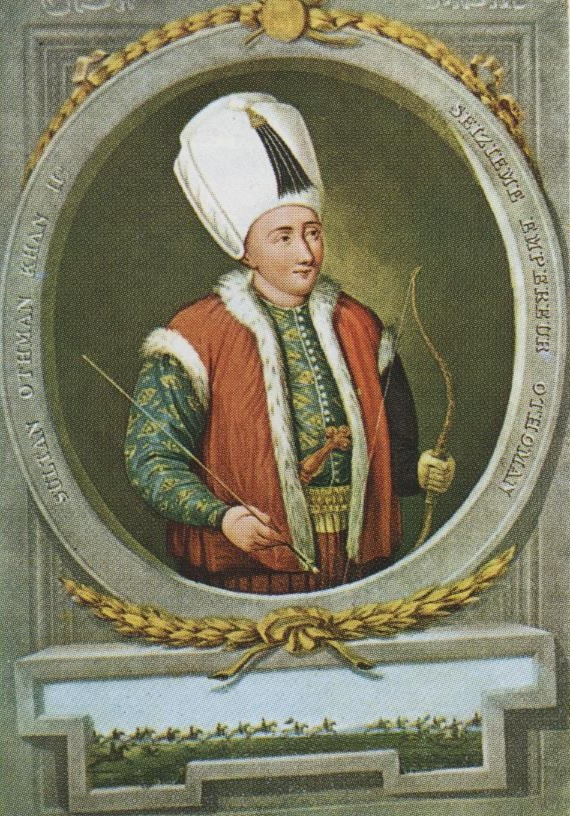
오스만 2세.

오스만 2세(오스만 튀르크어: عثمان ثانى ʿOsmān-i sānī, 튀르키예어: Osman II; 1604년 11월 3일 ~ 1622년 5월 20일)은 오스만 제국의 16번째 군주이다. 그 이름은 초대 군주인 오스만 1세에서 따온 것이었기에, 후대의 사료에는 소 오스만(튀르키예어: Genç Osman)이라 불리었다. 오스만 2세는 오스만 정치 체제와 군사 체제를 근본부터 개혁하기 원했다. 그 수단으로 예니체리를 주력으로 하는 중앙군을 해체하고 지방의 튀르크인들을 징집해 새로운 군단을 편성하려 시도했다. 예니체리들은 이 급진적인 위협에 반란으로 답했다. 당시 오스만의 동생들은 모두 미성년이었기 때문에, 예니체리들은 무스타파 1세를 다시 복위시켰다.

## 생애
오스만 2세는 콘스탄티노폴리스의 토프카프 궁전에서 태어났다. 아버지는 술탄 아흐메트 1세(1603년~17년)이며, 어머니는 마흐피루즈 하티제 술탄이다.
그는 시인으로서 아라비아어, 페르시아어, 라틴어, 그리스어, 이탈리아어를 유창하게 할 줄 알았다. 1618년 삼촌 무스타파 1세의 퇴위로, 14세의 나이로 왕위에 올랐다. 어린 나이에도 불구하고, 곧 통치자로서 자신을 확고히 하였다. 사파비 왕조와의 평화 협정을 체결함으로써 오스만 제국의 동부 지역 경계를 확보하였으나 몰다비아 전쟁 기간 중 폴란드의 침공으로 이어졌다. 폴란드인과의 평화 협정에 서명을 강요받은 오스만 2세는 콘스탄티노폴리스로 복귀하였다.

### 죽음
카티프 첼레비는 오스만 2세의 학살을 직접 목격하였고, 《Fazlaka》 책의 "Sultan Osman II at the Central Mosque" 장에 이 사건을 옛 오스만 터키어로 기술하였다.
오스만 2세는 자신의 커피숍을 닫고 예니체리의 개혁을 위해 새로운 군대 편성을 도입할 계획을 시작하였다. 이는 예니체리의 폭동으로 이어져, 이를 알아챈 군인들에게 암살당하는 결과를 낳았다. 그의 죽음 이후 무스타파 1세가 다시 복위하였으나 이듬해 1623년에 퇴위하고, 동생 무라트 4세가 즉위하였다.